# 夏平 (1963年8月)
夏平（1963年8月—），男，江苏宝应人，中华人民共和国政治人物。曾任江苏银行党委书记、董事长。中共十九大、二十大代表。

## 生平
1963年8月（一说1963年9月）出生。1982年7月在中国建设银行扬子乙烯支行参加工作。曾任中国建设银行南京分行国际业务部副总经理、六合县支行行长、第一支行行长，江苏省分行营业部总经理助理、副总经理，江苏省分行党委委员、副行长，中国建设银行苏州分行党委书记、行长。2005年在职研究生毕业于南京理工大学管理科学与工程专业，论文为《国有商业银行业务单元制改革研究》，获管理学硕士学位。
2009年2月17日，任南京银行股份有限公司行长。同年5月，任南京银行董事。2013年3月，任江苏银行董事长。2013年4月19日，辞去南京银行董事、行长、风险管理委员会主任委员、发展战略委员会委员职务。
2023年9月卸任江苏银行党委书记。

## 社会职务
- 中共江苏省第十三届委员会委员
- 政协江苏省第十三届委员会委员、常务委员
- 苏银金融租赁股份有限公司董事长（2015年－2024年8月）[7]
- 江苏农商联合银行股份有限公司董事（2025年3月－）[8]